# Шахмарло
Шахмарло (груз. შახმარლო, азерб. Şahmarlı) — село в подчинении сельской административно-территориальной единицы Камарло, Дманисского муниципалитета, края Квемо-Картли республики Грузия со 100 %-ным азербайджанским населением. Находится в юго-восточной части Грузии, на территории исторической области Борчалы.

## История
Название села упоминается в 1926 году, во время проведенной в регионе переписи населения.

## География
Село расположено в Машаверской долине, в 8 км к западу от районного центра Дманиси, на высоте 1380 метров от уровня моря.
Граничит с городом Дманиси, селами Камарло, Иакубло, Кариани, Дагарухло, Согутло, Пантиани, Земо-Безакло, Мтисдзири, Земо-Орозмани, Квемо-Орозмани, Ваке, Далари, Джавахи, Гантиади, Тунуси, Шиндилиари, Цителсакдари, Бослеби, Каклиани, Шихлы, Земо-Карабулахи, Гедагдаги, Ормашени, Бахчалари, Ипнари, Квемо-Карабулахи, Саджа, Кызыладжло, Усеинкенди, Мамишлари, Муздулари, Земо-Саламалейки, Сафигле, Аха, Сафарло, Мамишло, Амамло, Безакло и Ангревани Дманисского Муниципалитета.

## Население
По данным Государственного статистического комитета Грузии, согласно официальной переписи 2002 года, численность населения села Шахмарло составляет 341 человек и на 100 % состоит из азербайджанцев.

## Экономика
Население в основном занимается овцеводством, скотоводством и овощеводством.

## Достопримечательности
- Средняя школа — построена в 1929 году[6][9].

## Известные уроженцы
- Муса Мусаев — военно-медицинский полковник[6];
- Мамедов Джаваншир Гахраман оглы — начальник Главного Управления общественной безопасности МВД Азербайджана, генерал-майор полиции[10];
- Гасанов Сельман Ахмедович — полковник полиции, начальник отдела управления уголовного розыска ГУ МВД России по г. Санкт-Петербургу и Ленинградской области
- Валиев Камал Вали оглы директор школы Шахмарло, учитель Азербайджанской литературы.

### Участники Великой Отечественной войны
Село известно также своими уроженцами, участниками Великой Отечественной войны:
- Алиев Байрам Ахметович — участник ВОВ, погиб 9 января 1945 года.
- Астан Баба оглы — участник ВОВ, погиб 29 ноября 1945 года.
- Валиев Мадат Исмаилович — участник ВОВ, погиб 13 февраля 1942 года.
- Ибрагимхалил Магеррам оглы — участник ВОВ, погиб в декабре 1942 года.
- Курбан Кахраман оглы — участник ВОВ, погиб в декабре 1941 года.
- Новруз Танрыкулу оглы — участник ВОВ, погиб в декабре 1942 года.
- Сулейман Гамид оглы — участник ВОВ, погиб в 1940 году.